# Wilsonmagnolia
Wilsonmagnolia (Magnolia wilsonii) är en art i familjen magnoliaväxter och förekommer naturligt i sydvästra Kina. Arten odlas ibland som trädgårdsväxt i södra Sverige och fina exemplar finns i bland annat Göteborgs Botaniska Trädgård.
Wilsonmagnolia är en upp till 10 meter hög buske.
Arten har flera från varandra skilda populationer i provinserna Yunnan, Guizhou och Sichuan. Den växer i bergstrakter mellan 1900 och 3300 meter över havet. Busken ingår i skogar.
Beståndet hotas av landskapsförändringar. De unga blommorna samlas och används i den traditionella medicinen. IUCN listar arten som nära hotad (NT).

## Hybrider
Arten har korsats med junimagnolia (M. obovata) och hybriden har fått namnet Magnolia ×gotoburgensis T.G.Nitzelius.

## Synonymer
Magnolia globosa subsp. wilsonii (Finet & Gagnep.) J. Li
Magnolia liliifera var. taliensis (W.W.Smith.) Pampan.
Magnolia nicholsoniana Rehder & Wilson.
Magnolia parviflora var. wilsonii Finet & Gagnepain
Magnolia taliensis W.W.Smith.
Magnolia wilsonii f. nicholsoniana (Rehder & Wilson) Rehder
Magnolia wilsonii f. taliensis (W.W.Smith.) Rehder
Magnolia xhighdownensis Dandy